# Ornithogalum pumilum
Ornithogalum pumilum är en sparrisväxtart som beskrevs av Constantine Zahariadi. Ornithogalum pumilum ingår i släktet stjärnlökar, och familjen sparrisväxter. Inga underarter finns listade i Catalogue of Life.